# Laturi și unghiuri corespunzătoare

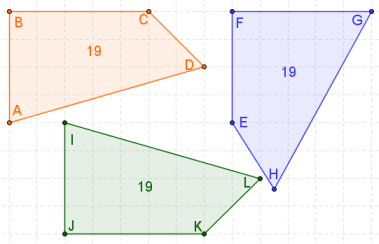
Patrulaterele portocalii și verzi sunt congruente; cel albastru nu le este congruent. Congruența dintre cele portocaliu și verde este stabilită prin faptul că latura BC corespunde cu (în acest caz de congruență, este egală cu lungimea laturii) JK, CD corespunde cu KL, DA corespunde cu LI, iar AB corespunde cu IJ, în timp ce unghiul C corespunde cu (este egal în măsură cu) unghiul K, D corespunde cu L, A corespunde cu I, iar B corespunde cu J.

În geometrie, testele pentru congruență și asemănare implică compararea laturilor corespunzătoare și a unghiurilor corespunzătoare ale poligoanelor. În aceste teste, fiecare latură și fiecare unghi dintr-un singur poligon este asociată cu o latură sau unghi în cel de-al doilea poligon, având grijă să păstreze ordinea de adiacență. 
De exemplu, dacă un poligon are laturile secvențiale a, b, c, d, e și celălalt are laturile v, w, x, y, respectiv z, iar dacă b și w sunt laturi corespunzătoare, atunci latura a (adiacentă laturii b) trebuie să corespundă fie laturii v sau x (ambele adiacente lui w). Dacă a și v corespund între ele, atunci c corespunde lui x, d corespunde lui y, iar e corespunde lui z ; prin urmare, al i-lea element al secvenței abcde corespunde cu al i-lea element al secvenței vwxyz pentru i=1, 2, 3, 4, 5. Pe de altă parte, în cazul în care, în plus față de faptul că b corespunde lui w știm că c corespunde lui v, atunci al i-lea element al abcde corespunde celui de-al i-lea element al secvenței inversate xwvzy.
Testele de congruență arată că toate perechile de laturi corespunzătoare au o lungime egală, deși, cu excepția triunghiului, acest lucru nu este suficient pentru a stabili congruența (așa cum este exemplificat de un pătrat și un romb care au aceeași lungime a laturilor). Testele de asemănare analizează dacă raporturile lungimilor fiecărei perechi de laturi corespunzătoare sunt egale, deși, iarăși, acest lucru nu este suficient. În orice caz, este necesară egalitatea unghiurilor corespunzătoare; egalitatea (sau proporționalitatea) laturilor corespondente combinate cu egalitatea unghiurilor corespunzătoare este necesară și suficientă pentru congruență (sau asemănare). Unghiurile corespunzătoare, precum și laturile corespunzătoare sunt definite ca apărând în aceeași secvență, astfel, de exemplu, dacă într-un poligon cu laturile abcde și în altul cu laturile corespunzătoare vwxyz, avem unghiul de vârf A care apare între laturile a și b, unghiul de vârf corespondent V trebuie să apară între laturile v și w. 